# Midollo spinale
Il midollo spinale è la porzione extracranica del sistema nervoso centrale,  collocata all'interno del canale vertebrale. Comincia dal foro occipitale, come prosecuzione del bulbo, e continua in senso caudale fino al cono midollare a livello lombare. La sua estensione fibrosa, detta filum terminale, si prolunga fino al coccige. Il midollo spinale dà origine, con i nervi spinali, al sistema nervoso periferico.

## Anatomia macroscopica

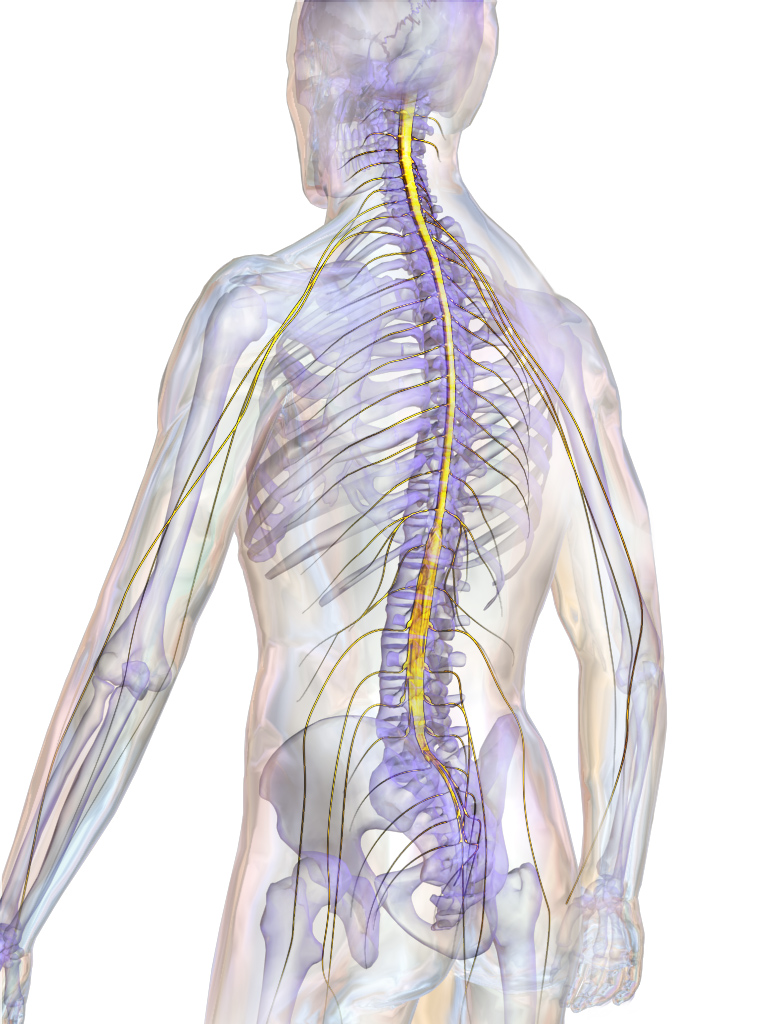
il midollo spinale (giallo) all'interno della colonna vertebrale

Il midollo spinale è un fitto fascio di neuroni, collocato, assieme alla teca meningea che lo avvolge e che gli permette una certa libertà di movimento, all'interno del canale vertebrale, formato dalla sovrapposizione delle vertebre della colonna. È perciò protetto da uno scheletro osseo che, in direzione cranio-caudale, si fa sempre più robusto sino a L5, per poi presentare una piastra ossea, l'osso sacro. E quindi le ultime 3-4 vertebre coccigee. Il canale vertebrale, che inizia sopra l'atlante, termina inferiormente con lo iato sacrale a livello di S5. Il suo diametro è piuttosto uniforme durante tutto il decorso, anche se leggermente più largo sopra l'atlante e nelle prime vertebre cervicali e più ristretto a partire da L5 sino a S5. Possiede una prima, leggera concavità posteriore a livello del rigonfiamento cervicale del midollo, una toracica anteriore, una seconda posteriore a livello lombare ed infine una più pronunciata anteriore tra S1 e le ultime vertebre coccigee.
La sua lunghezza nell'adulto è in media 46 cm, ma è in stretto rapporto con la lunghezza del tronco e cambia a seconda del sesso e dell'etnia del soggetto. Il livello in cui termina il midollo spinale è variabile: in buona parte dei casi l'apice inferiore è posto nel disco intervertebrale tra L1 e L2, a livello del piano transpilorico, ma può terminare anche tra L2 e L3, o più raramente tra T12 e L1. Anche la sua sezione trasversale è variabile: il primo rigonfiamento, a livello cervicale, corrisponde all'origine dei fasci che innervano gli arti superiori, tra il terzo segmento cervicale e il secondo segmento toracico; a livello del sesto segmento il midollo spinale assume la sua larghezza massima di 13.5 mm. Il secondo rigonfiamento, a livello lombare, si trova tra il primo segmento lombare e il terzo segmento sacrale, cioè tra L1 e S3.
I segmenti del midollo spinale di massima larghezza raggiungono i 13.5 mm. Dal ringonfiamento lombare si dipartono i fasci che innervano gli arti inferiori. Dopo il ringonfiamento lombare, la sezione trasversale del midollo si riduce sempre di più, formando il cono midollare e terminando inferiormente a livello del corpo di L1. A partire dall'apice del cono midollare discende un filamento di tessuto connettivo, detto filo terminale, lungo circa 20 cm e spesso 1 mm, che segue l'andamento curvilineo del canale vertebrale con una prima concavità rivolta posteriormente ed una seconda, più piccola ed accentuata, anteriormente. Esso è divisibile in una porzione interna (filo terminale interno) lunga circa 15 cm e compresa all'interno di questo canale e della teca meningea sino a livello di S2, dove si interrompe lo spazio subaracnoideo, ed in una esterna (filo terminale esterno) lunga 5 cm, di cui una prima porzione è compresa nel canale vertebrale sino a S4, poi esce tramite lo iato sacrale fondendosi dopo circa un centimetro con la superficie dorsale della prima vertebra coccigea.
Il filo terminale interno è ricoperto nella sua porzione esterna dalla pia madre, che vi aderisce strettamente, è contenuto all'interno dello spazio subaracnoideo formato dall'aracnoide e dal suo accollamento con la dura madre; il canale ependimale del cono midollare vi prosegue all'interno per circa mezzo centimetro. Il filo terminale esterno è ricoperto dalla pia madre e dalla dura madre che si fonde con il periostio vertebrale coccigeo tramite il legamento coccigeo. Per tutta la sua lunghezza (sino al cono midollare) ed anteriormente, il midollo spinale presenta la fessura mediana anteriore, che si approfonda per circa 3 mm nel suo cordone anteriore, ed un solco mediano posteriore, più sottile e quasi invisibile ad occhio nudo, che si approfonda per 5–6 mm raggiungendo quasi la commessura grigia posteriore ed il canale ependimale al centro del midollo spinale.

### Nervi spinali
Le 31 paia di nervi spinali (8 cervicali, 12 toracici, 5 lombari, 5 sacrali, 1 coccigeo), si originano tramite due fasci, uno dorsale e uno ventrale, di 6-8 radicole che si fondono insieme poco dopo l'uscita dal midollo spinale, ricoperti dalla pia madre. Il fascio dorsale origina dal corno dorsale (o posteriore) della sostanza grigia del midollo spinale, il fascio ventrale origina dal corno ventrale (o anteriore). La radice dorsale confluisce in un ganglio (ganglio della radice dorsale) posto appena prima del foro intervertebrale corrispondente, collocato di norma infero-lateralmente rispetto all'emergenza delle due radici e tanto più infero-lateralmente più ci si sposta dai nervi spinali cervicali a quelli sacrali. La radice ventrale non va a costituire un ganglio e si fonde con la radice dorsale emergente dal ganglio per formare il nervo spinale proprio, che poi a sua volta si divide poco dopo in un ramo dorsale di piccolo calibro e in uno ventrale di calibro sino a tre volte maggiore. La confluenza delle due radici è rivestita esclusivamente da pia madre, poco dopo viene avvolta per un breve tratto da aracnoide e dura madre, che si fondono sull'epinevrio del nervo spinale proprio emergente dalla fusione delle due radici.

### Meningi
Compreso tra il canale vertebrale e la meninge più esterna, la dura madre, si trova lo spazio epidurale. Superiormente è obliterato dall'inserzione della dura madre sulla seconda e terza vertebra cervicale, così come sul margine del forame magno occipitale, caudalmente è invece chiuso dal legamento sacrococcigeo posteriore e ristretto dallo iato sacrale. Contiene perlopiù tessuto adiposo, piuttosto fluido a temperatura corporea, in cui è immerso un ricco plesso venoso (plesso di Batson), arterie di piccolo calibro, vasi linfatici, oltre a numerosi e sottili fascetti di fibre collagene, detti legamenti meningovertebrali, che connettono la teca meningea alla parete del canale vertebrale. Tali fasci sono presenti in prevalenza nella porzione anteriore del canale vertebrale e in quella laterale. Il plesso venoso che lo attraversa è costituito da una serie di vasi ad andamento longitudinale, che seguono il profilo del canale vertebrale, i quali però emettono rami che circondano la teca meningea, anastomizzandosi liberamente. È presente anche del tessuto connettivo lasso, in particolare in prossimità dei fori intervertebrali a ricoprire le radici dei nervi spinali e a ricoprire la dura madre nella zona lombare.
- La dura madre è la più esterna delle tre meningi che ricoprono il midollo spinale, si continua con quella che ricopre esternamente anche l'encefalo a livello del forame magno occipitale, su cui prende inserzione, poi prosegue inferiormente inserendosi su C2 e C3, per poi staccarsi dalla parete ossea del canale vertebrale e tornare a prendervi inserzione solo a livello lombare e ancora di più a livello sacrale con le vertebre e con il legamento longitudinale posteriore, per poi terminare sul periostio delle vertebre coccigee sotto forma di filo terminale. Il sacco durale, che contiene il midollo spinale e le altre meningi, termina però a livello di S2, costituendo l'apice del cono midollare. La dura madre è composta da tessuto fibroso con una discreta presenza di fibre elastiche, internamente è rivestita da endotelio. Complessivamente, costituisce un tubo cavo che si restringe caudalmente. La dura madre riveste anche le radici dei nervi spinali sino a livello dei fori intervertebrali. Tra la dura madre e l'aracnoide è presente uno spazio virtuale, detto spazio subdurale, che termina a livello dei fori intervertebrali, quando dura madre e aracnoide si fondono gradualmente con l'epinevrio.
- L'aracnoide è la seconda meninge, si colloca al di sotto della dura madre e può esservi separata dallo spazio subdurale, generalmente considerabile quale uno spazio virtuale e si continua con l'aracnoide cranico. È più sottile della dura madre e si fonde con essa a livello dei fori intervertebrali, formando un manicotto di rivestimento per i nervi spinali ed obliterando lo spazio subdurale e fondendosi con il perinevrio del nervo. Al di sotto dell'aracnoide, anteriormente e posteriormente alla pia madre, esiste uno strato intermedio aracnoideo dall'aspetto simile a quello di una membrana perforata sempre più grossolanamente in direzione cranio-caudale. Tale membrana costituisce i legamenti dorsale, dorso-laterale e ventrali del midollo spinale, di questi, i dorso-laterali sono i più sottili e fragili, tutti connettono l'aracnoide al midollo spinale rivestito di pia madre. Sotto lo strato intermedio dell'aracnoide si apre lo spazio subaracnoideo, in continuità con quello craniale, è più ristretto da C1 a L1 per l'ingombro del midollo spinale e più ampio da L1 a S2, dove termina. Nello spazio subaracnoideo decorrono le principali arterie e vene che vascolarizzano il midollo spinale e la pia madre, oltre al liquido cefalorachidiano, i cui movimenti all'interno di questo spazio non sono ancora stati chiariti, certo è che in parte può essere riassorbito da granulazioni aracnoidee. I vasi, similmente allo spazio subaracnoideo cranico, sono rivestiti da un sottile manicotto di collagene rivestito a sua volta dalla leptomeninge.
- La pia madre è la più interna e delicata delle meningi, avvolge strettamente il midollo spinale in tutto il suo decorso, passando perfino nella fessura mediana anteriore in cui forma una struttura reticolare. Gli strati connettivi subpiali formano il legamento denticolato, un sottile strato di collagene che ad intervalli regolari forma processi triangolari che perforano l'aracnoide fissandosi alla dura madre, per un totale di 21 processi per lato. La pia madre riveste internamente anche il filo terminale. Al di sotto del legamento denticolato c'è uno spazio subpiale virtuale.

La radice dei nervi spinali è ricoperta, dall'interno all'esterno, dalla pia madre, dall'aracnoide e dalla dura madre, che si fondono rispettivamente con il perinevrio del nervo spinale la prima e con l'epinevrio le ultime due. Le meningi ricoprenti le radici terminano a livello dei fori intervertebrali. Il manicotto meningeo sarà tanto più lungo quanto più lunga è la radice del nervo spinale corrispondente.

## Conformazione interna

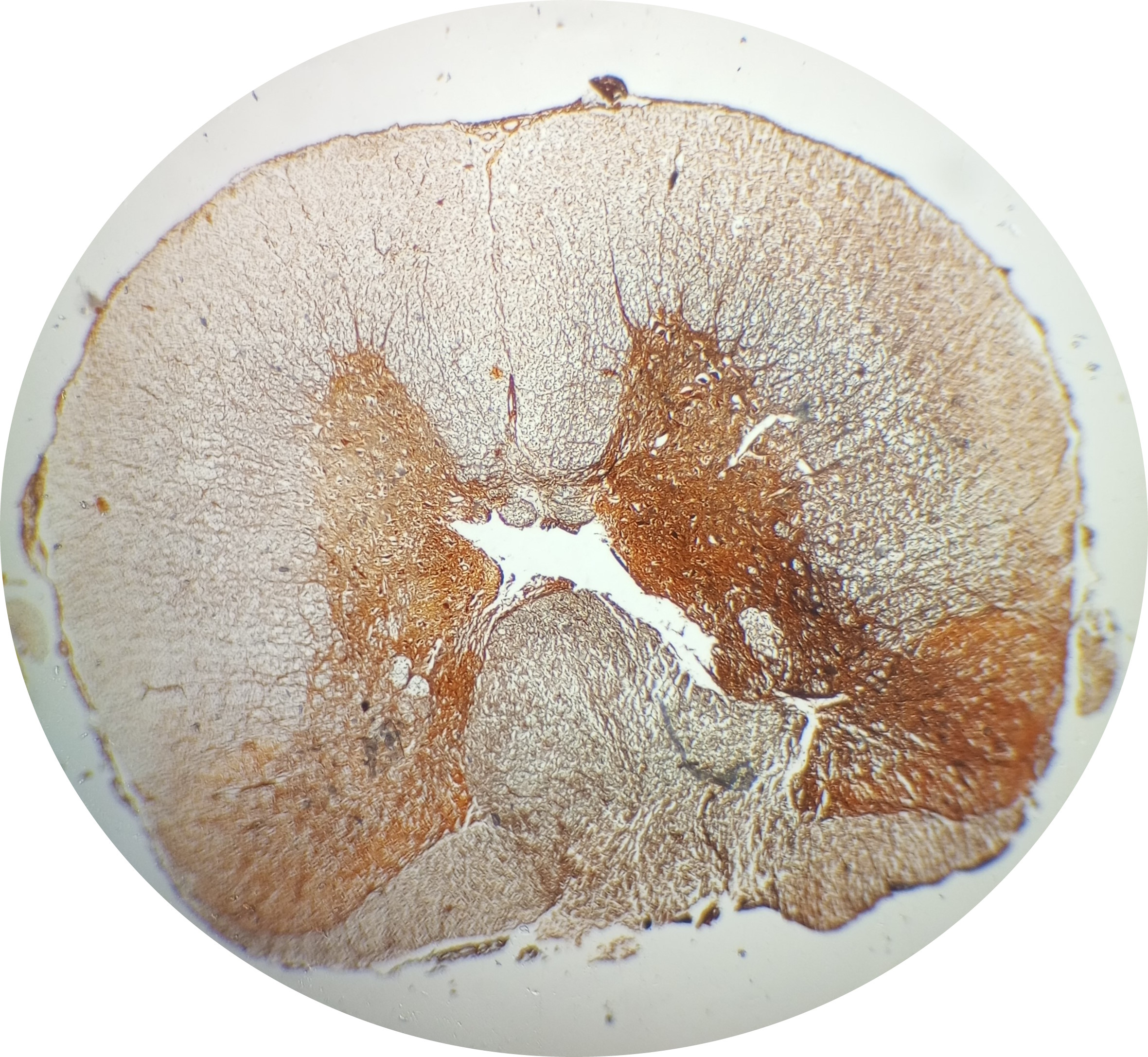
Midollo spinale preparato con impregnazione argentica e visto al microscopio ottico

La struttura interna del midollo spinale

Il midollo spinale in sezione trasversale presenta una sagoma di forma variabile da quella triangolare nella porzione cervicale, ovoidale irregolare in quella toracica, sino ad assumere una forma circolare nella porzione lombare e ancora circa ovoidale in quella sacrale. La sezione ha un diametro trasversale più grande nel rigonfiamento cervicale e il minore a livello di S5. Si distinguono facilmente due aree per la diversa forma assunta in sezione e per la loro diversa colorazione, un'area grigiastra di forma simile a quella di una "H" interna, detta sostanza grigia e ricca di pirenofori, dendriti, porzioni prossimali degli assoni, glia e vasi sanguigni, e la restante parte biancastra ed esterna, detta sostanza bianca, costituita prevalentemente da assoni mielinizzati (che le conferiscono la sua colorazione) e vasi sanguigni.
La sezione del midollo spinale presenta anteriormente un solco profondo mediamente 3 mm, la fessura mediana anteriore, che penetra nel tessuto nervoso e contribuisce a dividere il midollo spinale in senso antero-posteriore in due parti simmetriche assieme al solco mediano posteriore, una fessura molto più sottile ma che si approfonda mediamente per 5–6 mm nella sostanza bianca. Presenta inoltre due solchi intermedio-dorsali, ciascuno appena laterale al solco mediano posteriore, due solchi dorsolaterali in corrispondenza dell'uscita delle radici dorsali dei nervi spinali e due solchi ventrolaterali in corrispondenza dell'uscita delle radici ventrali dei nervi spinali. Oltre alle sue dimensioni, anche l'aspetto macroscopico della sezione si diversifica in base alla porzione del midollo spinale, in particolare variano la quantità proporzionale ed assoluta di sostanza grigia e sostanza bianca e la loro morfologia.

### Sostanza grigia
La sostanza grigia è costituita da quattro (o sei) formazioni che si fondono reciprocamente e che rappresentano le stanghe verticali della sua forma ad "H", due dirette postero-lateralmente e due antero-lateralmente. Tali formazioni sono le due corna dorsali (o posteriori), che contengono le terminazioni di fibre afferenti primarie (sensitive) entratevi attraverso le radici posteriori dei nervi spinali, e le due corna ventrali (o anteriori) che contengono i corpi dei neuroni efferenti (motori) che si portano successivamente verso la radice anteriore del nervo spinale con i loro assoni. A livello toracico si trovano anche due piccole corna laterali che si estendono trasversalmente e in direzione laterale rispetto al canale ependimale, esse contengono i pirenofori di neuroni simpatici pregangliari. L'apice del corno posteriore è separato dalla sostanza bianca che lo circonda dal tratto di Lissauer, un sottile fascicolo costituito da fibre afferenti primarie che generalmente ascendono o discendono alcuni segmenti midollari prima di terminare all'interno dello stesso corno posteriore. I neuroni presenti nella sostanza grigia del midollo spinale sono per la maggior parte di tipo multipolare sebbene la loro morfologia permetta di distinguerli in diverse classi, ognuno inoltre può essere intrasegmentale se è contenuto all'interno di uno stesso segmento midollare, o intersegmentale se contenuto in più segmenti midollari.
- Nella porzione cervicale la sostanza grigia assume l'aspetto di due "L" speculari l'una all'altra e dirette postero-lateralmente, unite da un "ponte" molto sottile di sostanza grigia formato dalle commessure anteriore e posteriore, pressoché indistinguibili a questo livello dato l'esiguo spessore. Le corna posteriori si presentano piuttosto corte e spesse, mentre quelle anteriori sono piuttosto espanse. Al centro della sezione e circondato dalle due commessure decorre il canale ependimale in cui scorre una parte minoritaria del liquido cefalorachidiano, che si trova perlopiù a livello dello spazio subaracnoideo. Questa porzione, nel rigonfiamento cervicale, contiene la maggior quantità di sostanza grigia del midollo spinale dopo il rigonfiamento lombare, e la maggior quantità di sostanza bianca. La fessura mediana anteriore è piuttosto larga, si porta quasi sino alla commessura anteriore, da cui è separata da un sottile fascicolo di sostanza bianca, ed assume la caratteristica forma a "T". Il solco mediano posteriore è facilmente distinguibile e penetra profondamente nella sostanza bianca (cordone posteriore) sino a raggiungere quasi la commessura posteriore, da cui è separato da un fascicolo ancora più sottile di quello interposto tra la fessura mediana anteriore e la commessura anteriore.
- Nella porzione toracica la sostanza grigia assume la forma di un "H" con le corna posteriori molto sottili e dirette postero-lateralmente. Le corna anteriori sono invece dritte, dirette antero-posteriormente e poco espanse. Percentualmente, è la porzione con la maggiore quantità di sostanza bianca. La fessura mediana anteriore è larga e più lunga di quella cervicale, si porta infatti sino alla commessura anteriore da cui è separata da un fascicolo pressoché indistinguibile di sostanza bianca. Il solco mediano posteriore è estremamente sottile, spesso non distinguibile e raggiunge circa la metà del cordone posteriore. Il canale ependimale è difficilmente distinguibile, le commessure sono sottili.
- Nella porzione lombare la sostanza grigia assume la forma di un "H" con la porzione più apicale delle corna posteriori che si dirige postero-lateralmente, mentre la restante è allineata in direzione antero-posteriore. Le corna posteriori sono espanse e spesse. Le corna anteriori sono molto espanse e si dirigono antero-lateralmente. La commessura forma un fascio moderatamente spesso con un canale ependimale ben distingubile. La fessura mediana anteriore è evidente, si porta molto profondamente ma non raggiunge la commessura anteriore da cui è separata da un fascio piuttosto spesso di sostanza bianca (cordone anteriore). Il solco mediano posteriore è molto sottile e poco distinguibile, penetra fino a circa la metà del cordone posteriore. È la porzione con la maggiore quantità assoluta di sostanza grigia, soprattutto a livello del rigonfiamento lombare.
- Nella porzione sacrale la sostanza grigia assume la forma di una "H" con le corna anteriori, le corna posteriori e la commessura tutte molto espanse, dritte e corte. Percentualmente è la porzione con la maggiore quantità di sostanza grigia e quella con la minore quantità di sostanza bianca sia in assoluto che in proporzione. Il canale ependimale è indistinguibile, la fessura mediana anteriore è corta e separata da un sottile fascicolo di sostanza bianca dalla commessura anteriore, mentre il solco mediano posteriore è spesso indistinguibile e poco profondo.

#### Lamine di Rexed
La sostanza grigia del midollo spinale, in ragione della morfologia delle cellule che la compongono, delle loro fibre, della loro densità, è divisibile in dieci grandi raggruppamenti cellulari conosciuti come lamine di Rexed. Le lamine I-VI si trovano nel corno posteriore, la lamina VII nel corno intermedio, le lamine VIII-X nel corno anteriore. Le lamine I-IV sono deputate alla ricezione degli stimoli provenienti dalla cute, la lamina V riceve fibre dalla cute, dai muscoli e dai visceri, la lamina VI riceve fibre propriocettive. I prolungamenti delle fibre afferenti entrati nel midollo si dividono in fibre ascendenti e discendenti che si localizzano nel tratto di Lissauer che divide l'apice del corno posteriore dal cordone posteriore. Siccome il corno laterale è limitato al tratto di midollo spinale compreso tra l'ottavo neuromero cervicale e il secondo lombare, la lamina VII è presente perlopiù in questi spazi.
- La lamina I è detta anche lamina marginale, è costituita da uno strato molto sottile di neuroni che circondano l'apice del corno posteriore e si trova proprio al confine tra la sostanza grigia e la sostanza bianca (cordone posteriore e cordone laterale). I suoi neuroni hanno dimensioni che variano da piccola a grande, con pirenofori fusiformi. I neuroni possiedono fibre nervose sia di grande che di piccolo calibro, alcune mielinizzate, e la loro disposizione le conferisce un aspetto reticolato.
- La lamina II, che comprende la gran parte della sostanza gelatinosa di Rolando, è una zona della porzione posteriore del corno posteriore, contiene piccoli neuroni molto addensati e con un contenuto di mielina pressoché nullo, il che le conferisce una colorazione scura con il metodo di Nissl e la rende poco evidenziabile ai coloranti affini alla mielina.
- La lamina III è costituita da neuroni dai grandi pirenofori, poco addensati, con buona presenza di fibre mieliniche. Va a costituire sia una piccola parte della sostanza gelatinosa che il nucleo proprio del corno posteriore.
- La lamina IV è spessa, molto eterogenea, popolata da neuroni piccoli e tondeggianti, di grandezza intermedia e triangolari, oppure di grandi dimensioni dalla forma stellata. Costituisce parte del nucleo proprio del corno posteriore e ne forma la gran parte.
- La lamina V è situata alla base del corno posteriore, riceve fibre afferenti primarie propriocettive ed alcune proiezioni corticospinali della corteccia motoria. È divisibile in un terzo laterale eterogeneo, con presenza di grandi neuroni e fascetti di fibre in direzione trasversale o antero-posteriore e due terzi mediali che invece ne sono privi.
- La lamina VI è costituita da piccoli neuroni molto addensati nel suo terzo mediale, mentre nei due terzi laterali la densità cellulare è bassa e contiene grandi neuroni di forma triangolare o stellata.
- La lamina VII si trova nel corno laterale e ne forma la maggior parte. Contiene neuroni prominenti che costituiscono la colonna di Clarke (detta anche nucleo dorsale o nucleo toracico), oltre che i gruppi intermediomediale ed intermediolaterale, il secondo dei quali è per la maggior parte compreso nella lamina VIII. È connessa con il controllo della postura e del movimento ed è perciò connessa da molte fibre nervose con il mesencefalo e con il cervelletto.
- La lamina VIII si trova presso la base del corno anteriore o nella porzione mediale presso i due rigonfiamenti del midollo spinale ed è strettamente connessa alla sua controlaterale e alle lamine adiacenti con cui concorre a formare molte vie spinali. È molto ricca di interneuroni ma influenza anche il movimento date le sue fibre efferenti che hanno come bersaglio i motoneuroni γ.
- La lamina IX è costituita da diversi tipi di motoneuroni α e γ e da interneuroni. È collocata nella zona centrale del corno anteriore.
- La lamina X è costituita dai neuroni e dalle fibre che circondano il canale ependimale, costituisce la gran parte delle commissure anteriore e posteriore.

#### Corna
Segue la descrizione delle colonne presente nei tre corni del midollo spinale: posteriore, laterale e anteriore.
- Il corno posteriore è l'area della sostanza grigia del midollo spinale dove terminano le fibre afferenti primarie (neuroni di primo grado) che vi entrano attraverso le radici posteriori dei nervi spinali. Processano informazioni propriocettive, esterocettive e interocettive. Ha la forma di un corno allungato e diretto postero-lateralmente e comprende le lamine dalla I alla VI. Le prime quattro lamine sono deputate alla ricezione degli stimoli cutanei, la lamina V riceve afferenze da cute, muscoli e visceri, la lamina VI afferenze cutanee e propriocettive. La maggior parte delle fibre afferenti primarie, entrate nel midollo spinale, salgono o scendono all'interno del fascio di Lissauer, la zona più posteriore della sostanza grigia del corno posteriore. Nel corno posteriore le lamine II e III formano la sostanza gelatinosa (del Rolando) che si estende per tutta la lunghezza del midollo spinale ma in sezione è confinata ad una piccola area presso l'apice del corno. Sotto la sostanza gelatinosa, un'area più estesa comprendente quasi tutto il corno posteriore forma il nucleo proprio, che comprende le lamine III e IV; si estende per tutta la lunghezza del midollo spinale. La colonna di Clarke è anteriore e mediale al nucleo proprio, molto meno estesa, comprende la lamina V e si estende da C8 a L2-L3.
- Il corno laterale presente da C8 a L3, comprende i nuclei dei neuroni simpatici pregangliari, ha una forma triangolare con l'apice rivolto lateralmente ed è poco esteso. Al suo interno decorrono due colonne di sostanza grigia, la colonna intermediomediale e l'intermediolaterale, il cui nome rispecchia la posizione all'interno del corno. Comprende la lamina VI e parte della VII. Gli assoni di questi neuroni passano nel tronco del simpatico attraverso i rami comunicanti bianchi e possono eventualmente tornare al midollo spinale attraverso i rami comunicanti grigi.
- Il corno anteriore è il più ampio, in generale corto e di forma tozza, si estende comprendendo le lamine VII-X. È formato da grossi neuroni, i motoneuroni α, da altri neuroni più piccoli, i motoneuroni γ e da interneuroni. Il corno anteriore viene suddiviso in una colonna mediale, una centrale ed una laterale, ciascuna è ulteriormente divisa in una parte dorsale e in una parte ventrale. In realtà non sono presenti tutte queste ipotetiche sei colonne ad ogni livello. La colonna dorsomediale è presente in C1 e da C8 a L2-L3, la dorsolaterale C5-C8 e L2-S2, la dorsolaterale posteriore C8-T1 e S1-S3, il nucleo frenico, posto al centro del corno anteriore da C4 a C7, la colonna ventromediale per tutti i neuromeri anche se tende ad essere poco distinguibile in alcuni, la colonna ventrolaterale C4-C8 e L2-S1 ed il nucleo accessorio C1-C5. A livello lombare scompare il nucleo accessorio così come il nucleo frenico che è sostituito dalla colonna lombosacrale (L2-S2) mentre al di sotto delle colonne del corno laterale si aggiunge quella del parasimpatico sacrale (S2-S4). Il corno anteriore presenta somatotopismo. In particolare la sua porzione infero-mediale è deputata all'innervazione della muscolatura assiale, quella infero-laterale ai muscoli dell'arto che originano dal tronco, quella laterale per i muscoli intrinseci dell'arto, quella supero-laterale per i muscoli della mano. Nelle colonne mediali, che innervano i muscoli del tronco, i muscoli epiassiali sono rappresentati ventralmente mentre gli ipoassiali dorsalmente. Non solo, il somatotopismo è rispettato anche in senso verticale, infatti i muscoli più prossimali di un arto sono anche innervati da neuromeri più superiori. Per esempio il quadricipite femorale è innervato dai neuromeri L2-L4 mentre il gastrocnemio da L5-S1. Tutte le colonne contengono sia motoneuroni α che γ.

### Sostanza bianca

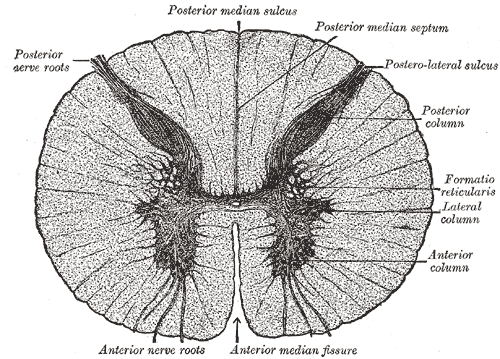
Sezione di midollo spinale

Nel midollo spinale la sostanza bianca è costituita prevalentemente da una serie di fasci di fibre mieliniche, anche se sono presenti fibre amieliniche o scarsamente mielinizzate. I fasci tendono a decorrere in senso longitudinale e le fibre che svolgono una funzione comune sono spesso raggruppate in tratti che si portano dall'encefalo o dal tronco encefalico verso il midollo spinale oppure da questo ai nuclei superiori, oppure ancora restano all'interno del midollo spinale, ed in quest'ultimo caso si parla di fasci propriospinali il cui ruolo è quello di mediare la coordinazione dei neuromeri spinali. Le fibre non hanno una lunghezza o un diametro omogeneo, vi sono fibre piccole del diametro di un solo μm così come spesse fibre che raggiungono i 10 µm di diametro. Un fascio può contenere una prevalenza di piccole fibre, oppure di grandi fibre, oppure essere misto.
I solchi presenti sulla superficie del midollo permettono di distinguere in sezione trasversale tre cordoni simmetrici.
- Il cordone posteriore è compreso tra i solchi dorsolaterali presso i corni posteriori ed è diviso simmetricamente in due porzioni dal solco mediano posteriore. Piccolo nella porzione sacrale del midollo spinale, diviene sempre più rappresentato spostandosi cranialmente verso la porzione cervicale, legge che seguono anche tutti gli altri cordoni della sostanza bianca.
- Il cordone laterale è compreso tra le radici anteriori e posteriori dei nervi spinali e quindi tra un solco dorsolaterale e il ventrolaterale corrispondente su ciascun lato.
- Il cordone anteriore è situato tra la fessura mediana anteriore e le radici anteriori dei nervi spinali. Siccome la demarcazione non è netta, si può anche parlare di un cordone antero-laterale.

#### Vie ascendenti
Il cordone posteriore della sostanza bianca chiamata anche via spino-bulbotalamica del midollo spinale è divisibile in due fasci ascendenti ricchi di fibre altamente mielinizzate, dette colonne dorsali, e distinte in fascicolo gracile e fascicolo cuneato. Le colonne dorsali sono separate da un setto intermedio posteriore e dal piccolo fascicolo interfascicolare a partire dai neuromeri toracici in direzione craniale, mentre nei neuromeri sacrali e lombari a dividere i due fascicioli gracili vi è il fascicolo settomarginale. La funzione delle colonne dorsali è il trasporto di informazioni propriocettive, esterocettive e vibratorie. Le colonne dorsali terminano a livello dei nuclei posteriori del bulbo. Le fibre contenute all'interno dei due fascicoli sono del tipo afferente primario che vi penetra attraverso le radici dorsali dei nervi spinali, da fibre afferenti dirette alla colonna di Clarke, da fibre provenienti da neuroni di secondo ordine che salgono sino ai nuclei delle colonne dorsali.
- Il fascicolo gracile (di Goll) è la porzione del cordone posteriore compresa tra il solco mediano posteriore e il fascicolo posteriore di Lissauer nelle porzioni lombari e sacrali del midollo spinale, mentre nelle porzioni cervicale e toracica è compreso tra il solco mediano posteriore e il solco intermedio dorsale, che lo divide dal fascicolo cuneato, che gli è laterale. Per questo motivo le sue fibre, partendo dalla zona sacrale in direzione craniale sono spostate sempre più medialmente. Il fascicolo gracile origina a livello della porzione inferiore del cono midollare, ed è formato da fibre afferenti primarie provenienti dalle radici dei nervi spinali; risalendo il midollo spinale, vi si aggiungono anche fibre afferenti da neuroni di secondo ordine, i cui nuclei sono posti spesso nelle lamine IV-V-VI. Le sue dimensioni aumentano risalendo il midollo spinale, dato che si aggiungono sempre più fibre afferenti primarie dalle radici posteriori dei nervi spinali. Tuttavia, a livello cervicale, il fascicolo contiene per la maggior parte fibre afferenti cutanee rispetto alle propriocettive, che invece contraggono sinapsi con i neuroni della colonna di Clarke. Le fibre del fascicolo gracile terminano a livello del nucleo gracile del bulbo, dove sinaptano. Ad esse seguono le fibre arcuate interne che si riorganizzano assieme alle fibre della colonna dorsale provenienti dai neuromeri toracici e cervicali nella decussazione del lemnisco mediale che infine forma il lemnisco mediale. Da qui risalgono attraverso il bulbo, il ponte, il mesencefalo e terminano nel nucleo ventrale posterolaterale del talamo dove contraggono sinapsi. Da qui neuroni di terzo ordine attraversano il talamo, la capsula interna e terminano a livello del giro postcentrale della corteccia cerebrale. Le fibre sacrali e lombari terminano nelle aree che influenzano l'arto inferiore e la parte inferiore del tronco e proiettano alle corrispondenti aree della corteccia somatosensitiva primaria. In quella porzione di corteccia la gamba è mediale e vicina alla scissura interemisferica, procedendo lateralmente è rappresentato il corpo in direzione caudo-craniale, con la faccia rappresentata più lateralmente di ogni altra parte del corpo (persino della testa che gli è mediale). Lo stesso vale per il fascicolo cuneato. È presente somatotopismo, in particolare le fibre provenienti dai neuromeri più inferiori del midollo spinale sono mediale e man mano che si risale il fascicolo le fibre si aggiungono lateralmente; così, gli assoni sacrali saranno i più mediali e i toracici i più laterali. L'arto inferiore è rappresentato medialmente, la parte inferiore del tronco più lateralmente. Inoltre, da superficiale a profondo, sono rappresentate fibre che trasportano informazioni riguardanti la pressione, la vibrazione, il movimento, la posizione e il tatto.
- Il fascicolo cuneato (di Burdach) è la porzione del cordone posteriore compresa tra il fascicolo di Lissauer e il fascicolo gracile e origina a partire dalle radici dorsali dei nervi spinali cervicali e toracici. Contiene fibre afferenti primarie dai nervi spinali ma, come nel fascicolo gracile, sono presenti assoni di neuroni di secondo ordine delle lamine IV-VI. Queste fibre terminano a livello del bulbo nel nucleo cuneato, dove contraggono sinapsi. Da qui seguono un andamento simile a quello delle fibre nervose del fascicolo gracile, per cui formano fibre arcuate interne che si riuniscono nella decussazione del lemnisco mediale e nel lemnisco mediale stesso, che risale nel ponte e nel mesencefalo terminando nel nucleo ventrale posterolaterale del talamo. Da qui, neuroni di terzo ordine terminano nel giro postcentrale della corteccia cerebrale, in particolare nelle aree che controllano la porzione superiore del tronco e l'arto superiore. Fibre poste più o meno profondamente nelle colonne dorsali trasportano un differente tipo di informazione, così che le più superficiali trasportano informazioni dolorifiche, poi pressorie, vibratorie, motorie, di posizione ed infine quelle tattili. Le fibre più mediali del fascicolo cuneato, provenienti da neuromeri toracici, rappresentano il tronco superiore, quelle più laterali, provenienti da neuromeri cervicali, l'arto superiore.

I fasci spinocerebellari sono due, il fascio spinocerebellare anteriore (o ventrale) e quello posteriore (o dorsale). Sono collocati al margine laterale del midollo spinale, lateralmente al fascio corticospinale laterale, al fascio rubrospinale, e ai fasci spinotalamico e spinoreticolare. Il fascio spinocerebellare dorsale contiene fibre di grosso calibro, originate dalla colonna di Clarke nella lamina VII, mentre il ventrale contiene fibre di piccolo calibro, che originano dai neuroni posti nella lamina VII o V-VI.
- Il fascio spinocerebellare posteriore inizia a livello del secondo o terzo neuromero lombare e si allunga in direzione antero-posteriore sempre di più in direzione craniale, ed è localizzato lateralmente al fascio corticospinale laterale e al fascio rubrospinale. Riceve fibre collaterali dalla colonna dorsale, in particolare dal fascicolo cuneato, oltre che da altre fibre ascendenti primarie, generalmente di grosso calibro. Le fibre possiedono i corrispondenti pirenofori nella lamina VII, cioè nella colonna di Clarke. Le fibre si uniscono per formare il fascio spinocerebellare posteriore che risale sino a livello del ponte dove termina nel peduncolo cerebellare inferiore e quindi nel verme cerebellare. A livello del bulbo, il nucleo cuneato accessorio invia fibre afferenti che formano il fascio cuneocerebellare, il quale decorre insieme al fascio spinocerebellare posteriore per terminare nel peduncolo cerebellare inferiore e da qui nel verme cerebellare. Trasporta informazioni sensitive cutanee e propriocettive per l'arto superiore.
- Il fascio spinocerebellare anteriore è localizzato lateralmente al fascio spinotalamico e al fascio spinoreticolare, nonché al fascio rubrospinale. Le fibre che decorrono in questo fascio possiedono i propri pirenofori nelle lamina V-VI o VII e nascono a livello sacrale, dove il fascio spinocerebellare posteriore non è ancora presente. Esse trasportano informazioni propriocettive ed esterocettive, volte alla regolazione fine del movimento degli arti e dei loro singoli muscoli, poiché queste fibre originano spesso a livello di un singolo muscolo o di una singola articolazione.  Le fibre, di piccolo calibro, decorrono cranialmente attraversando tutti i neuromeri del midollo spinale al di sopra del terzo lombare, penetrano nel bulbo, nel ponte sino a giungere al peduncolo cerebellare superiore, dopodiché discendono penetrando nel verme cerebellare, nelle sue porzioni rostrale e caudale. Le fibre che originano da neuromeri caudali sono poste sempre più superficialmente rispetto a quelle più craniali. Le informazioni di queste fibre coinvolgono il coordinamento motorio, ma ad un livello più grossolano rispetto a quelle del fascio posteriore, dato che si riferiscono spesso ad un intero arto più che a singoli muscoli o articolazioni. Il fascio cuneocerebellare è funzionalmente correlato al fascio spinocerebellare posteriore ma trasporta informazioni dagli arti superiori e non dal tronco e dagli arti inferiori. Le fibre che originano da neuromeri più inferiori sono più superficiali.

I fasci spinotalamici (spinotalamico laterale e spinotalamico anteriore) sono costituiti da neuroni di secondo ordine presenti in tutti i neuromeri del midollo spinale le cui fibre si portano nella sostanza bianca stando antero-lateralmente al corno anteriore. La loro funzione è quella di convogliare alla corteccia somatosensitiva primaria informazioni riguardanti il dolore, la temperatura, il tatto non discriminativo e la barestesia.
- Il fascio spinotalamico laterale è collocato nel cordone laterale, medialmente al fascio spinocerebellare anteriore, inferiormente al fascio corticospinale laterale. Le sue fibre trasportano informazioni termiche e dolorifiche. I neuroni di primo ordine si trovano all'interno del corno posteriore della sostanza grigia, nelle lamine I IV-VIII, i corti assoni di questi sinaptano con un neurone di secondo ordine posto presso la base del cordone posteriore (prevalentemente delle lamine VI o VII), oppure risalgono alcuni neuromeri prima di farlo. Le fibre nervose dei neuroni di secondo ordine passano nella metà opposta del midollo sfruttando la commissura bianca anteriore, poi risalgono e accumulandosi di neuromero in neuromero formano il fascio spinotalamico laterale. Il fascio possiede un certo somatotopismo, in particolare le fibre cervicali sono anteriori, quelle toraciche più posteriori e così via fino alle sacrali che sono le più posteriori, inoltre le fibre dolorifiche sono anteriori e quelle termiche posteriori. Il fascio spinotalamico laterale risale attraversando tutto il tronco encefalico per contrarre sinapsi nel nucleo ventrale posterolaterale del talamo e da qui distribuirsi alla corteccia somatosensitiva primaria rispettando il somatotopismo già descritto per le colonne dorsali. Alcune fibre del fascio, a livello del bulbo e del ponte, sinaptano nella formazione reticolare.
- Il fascio spinotalamico anteriore è collocato nel cordone anteriore ma procedendo superiormente nei neuromeri viene ad essere in posizione antero-laterale. A livello lombare è collocato inferiormente al fascio reticolospinale anteriore e al fascio vestibolospinale anterolaterale e lateralmente al fascio corticospinale anteriore (o diretto). A livello cervicale si trova però medialmente al fascio spinocerebellare anteriore, superiormente al fascio spino-olivare, inferiormente al fascio rubrospinale e lateralmente al fascio reticolospinale laterale. Le sue fibre trasportano la sensibilità tattile non discriminativa e provvedono alla barestesia. È presente somatotopismo, le fibre derivanti dai neuromeri sacrali sono le più anteriori, quelle dei neuromeri cervicali le più posteriori, le fibre sensibili alla pressione sono mediali, quelle al tatto non discriminativo sono laterali. Il decorso di questo fascio è simile a quello del fascio spinotalamico laterale. Un neurone di primo grado sinapta nel corno posteriore con uno di secondo grado che si trova lateralmente al canale centrale, l'assone di questo sfrutta la commissura bianca anteriore e va a formare il fascio spinotalamico anteriore controlaterale. Le fibre del fascio risalgono (ed il fascio si ingrandisce) attraverso tutto il midollo spinale ed il tronco cefalico, terminando nel nucleo ventrale posterolaterale del talamo e al nucleo intralaminare centrale laterale. Da qui neuroni di terzo grado si distribuiscono, dopo aver attraversato la capsula interna, alla corteccia somatosensitiva primaria rispettando il somatotopismo. Alcune sue fibre originano da neuroni del nucleo gracile che inviano i loro assoni nel lemnisco mediale assieme al fascicolo gracile e al cuneato, poi a livello del bulbo e del ponte, questi si riuniscono al fascio spinotalamico anteriore, staccandosi dal lemnisco mediale e risalgono con il primo.

I neuroni da cui originano le fibre dei fasci spinotalamici si trovano in 6 delle 10 lamine in cui è divisibile la sostanza grigia del midollo spinale, per questo ciascuna ha delle particolari caratteristiche. Le cellule della lamina I ricevono e trasmettono afferenze che riguardano dolore e temperatura, con piccoli campi recettivi, sono del tipo ad alta soglia o in minor parte wide dynamic range. Le cellule delle lamine IV-VII sono perlopiù wide dynamic range, in parte ad alta soglia e in piccola parte a bassa soglia. Trasportano stimoli dolorifici cutanei o non dolorifici. Le cellule delle lamine VII-VIII hanno ampio campo recettivo, sono in maggioranza ad alta soglia, in parte minore a wide dynamic range e in piccola parte a bassa soglia.
- La via spinoreticolare ascendente è un fascio di assoni collocato nel contesto del fascio spinotalamico assieme al quale decorre. I neuroni da cui originano queste fibre si trovano in tutti i neuromeri del midollo spinale, nelle lamine V, VII e VIII. Il fascio risale nel bulbo, dove riceve assoni dal nucleo reticolare laterale e dal nucleo del tratto spinale del nervo trigemino e contemporaneamente alcune fibre sinapta nella formazione reticolare; risale ulteriormente nel ponte, dove alcune terminazioni sinaptano ancora nella formazione reticolare e riceve fibre ascendenti dalla stessa formazione, stessa cosa accade nel mesencefalo dove il fascio riceve fibre di neuroni del tegmento mesencefalico. Infine la maggioranza delle fibre del fascio spinoreticolare ascendente si distribuiscono all'ipotalamo e ai nuclei intralaminari del talamo. Non sembra avere organizzazione somatotopica e pare essere coinvolta nella trasmissione degli stimoli dolorifici, ma anche nella sensibilità cutanea e profonda.
- La via spinocervicotalamica è un fascio del cordone laterale, ventro-laterale rispetto al corno posteriore che riceve fibre dal fascio spinocervicale. Le sue cellule si trovano nelle lamina III-V in tutti i livelli del midollo spinale e termina nel nucleo cervicale laterale, poco definito nell'uomo. I neuroni del nucleo proiettano verso il nucleo ventrale posterolaterale del talamo controlaterale o al complesso talamico posteriore decorrendo all'interno del lemnisco mediale insieme con i fasci delle colonne dorsali e alcune delle fibre del fascio spinotalamico anteriore, altri proiettano al mesencefalo. Trasportano informazioni termiche, pressorie, gli stimoli muscolari ad alta soglia, a stimoli dolorifici e al movimento dei peli.
- La via spinomesencefalica è costituita da vari fasci che originando in neuroni del midollo spinale proiettano al mesencefalo. Tra questi fasci i più importanti sono il fascio spinotettale che decorre insieme al fascio spinotalamico laterale, le fibre che terminano nella sostanza grigia periacqueduttale del mesencefalo, fibre che si portano al nucleo parabrachiale, ai nuclei pretettali e al nucleo di Darkschewitsch, un gruppo ovoidale di cellule collocato anteriormente al nucleo oculomotore. I neuroni di origine si trovano nelle lamine I e IV-VIII (la V è quella che dà origine alla maggior parte delle fibre), sono in maggioranza controlaterali al fascio. La maggior parte dei neuroni trasportano informazioni dolorifiche.
- Il fascio spino-olivare origina dalle lamine più profonde della sostanza grigia, risalgono tra il cordone anteriore e il cordone laterale e terminano nei nuclei olivari accessori mediale e dorsale. Trasporta informazioni muscolari propriocettive e di recettori cutanei.

#### Vie discendenti
Le vie discendenti del midollo spinale originano da neuroni della corteccia cerebrale o del tronco encefalico. Sono associate al controllo del tono muscolare, del movimento e della postura.

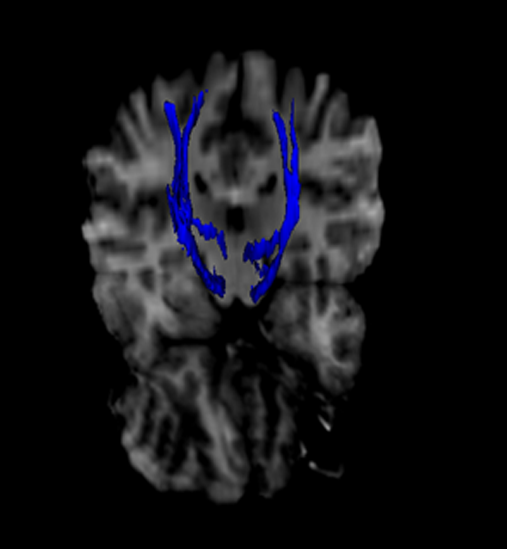
In blu il fascio corticospinale

- Il fascio corticospinale (o piramidale) si trova medialmente al fascio spinocerebellare anteriore e posteriore, posteriormente al fascio rubrospinale. Origina da neuroni che si trovano per la maggior parte nella corteccia motoria primaria (area 4, dalle cellule giganti del Betz) e nella premotoria (area 6), nel giro precentrale, ma in minor parte anche nella corteccia somatosensitiva primaria (aree 1-3) e nella corteccia parietale (area 5). Proiettano in modo somatotopico verso neuroni del tronco encefalico e del midollo spinale. Le fibre scendono dalla corteccia motoria primaria (che ha somatotopismo simile alla corteccia somatosensitiva primaria) nel braccio posteriore della capsula interna divise in tre fasci, uno associato all'arto inferiore (il più mediale), uno al tronco e uno all'arto superiore (il più laterale). Quindi si riuniscono in un unico fascio prima di entrare nel mesencefalo nel peduncolo cerebrale, poi, giunte nel ponte, si dividono in tanti fascicoli a causa delle fibre pontocerebellari che decorrono trasversalmente. A questo punto, le fibre del fascio corticobulbare terminano nei nuclei motori dei nervi cranici e nel nucleo ambiguo a livello del mesencefalo, del ponte e del bulbo, mentre la maggior parte delle fibre prosegue nel bulbo nella sua porzione più anteriore, detta piramide (da cui il suo nome "fascio piramidale"). Gli assoni che lo compongono sono per la maggior parte mielinizzati e di piccolo calibro (1-4 µm) ma ve ne sono anche di calibro maggiore, sino a 22 µm, sono quelli delle cellule del Betz. Appena sopra la giunzione bulbospinale i fasci che decorrono nelle piramidi si dividono in due; uno, contenente la maggior parte delle fibre, decussa e forma il fascio piramidale laterale (o crociato), il resto delle fibre prosegue come fascio corticospinale anteriore (o diretto). Il fascio piramidale laterale si colloca antero-lateralmente al corno posteriore nel cordone laterale e proseguendo inferiormente si fa sempre più posteriore. Termina i neuroni omolaterali di vari livelli del midollo spinale a seconda dell'origine delle sue fibre (quelle dell'arto superiore termineranno in neuromeri più alti e viceversa quelle dell'arto inferiore nei neuromeri più inferiori). Il fascio corticospinale anteriore scende nel cordone anteriore e termina a livello mediotoracico in neuroni controlaterali delle lamine V-IX. Sono associati al movimento preciso degli arti e i neuroni utilizzano aspartato e glutammato.
- Il fascio rubrospinale (del Monakow) origina da neuroni collocati nel nucleo rosso, una porzione ovoidale del tegmento mesencefalico. Le fibre derivano da un paio di centinaia di grandi neuroni e da altri neuroni più piccoli. Si decussano a livello del tegmento e scendono nel cordone laterale del midollo spinale, anteriormente alle fibre del fascio corticospinale laterale, posteriormente al fascio spinotalamico, medialmente al fascio spinocerebellare anteriore e lateralmente al fascio reticolospinale laterale. Le fibre terminano nei neuromeri C1-C3, precisamente nelle lamine V-VI e VII. La sua funzione parrebbe simile a quella assunta dalle fibre del fascio corticospinale laterale.

I fasci vestibolospinali sono due, il fascio vestibolospinale mediale e il laterale, entrambi originano a livello del solco bulbopontino, nelle pareti laterali e nel pavimento del quarto ventricolo, dove si trovano i nuclei vestibolari.
- Il fascio vestibolospinale mediale origina dal nucleo vestibolare mediale, tuttavia alcuni neuroni sono collocati anche nel nucleo vestibolare inferiore o nel laterale. Il fascio, che per la maggior parte decussa ma presenta anche fibre che restano omolaterali, attraversa il fascicolo longitudinale mediale nel cordone anteriore del midollo spinale e termina in esso sino ai neuromeri mediotoracici, nelle lamine VII e VIII. La loro funzione è quella di inibire i motoneuroni che innervano i muscoli assiali del collo e della parte superiore del dorso.
- Il fascio vestibolospinale laterale origina da neuroni che compongono il nucleo vestibolare laterale o nucleo di Deiters, presso il solco bulbopontino. Le fibre sono organizzate in maniera somatotopica, infatti alla porzione anteriore del nucleo corrispondono fibre dirette ai neuromeri cervicali, quella della porzione intermedia a neuromeri toracici e quelle della porzione posteriore a neuromeri lombari e sacrali. Le sue fibre discendono prima medialmente e posteriormente nel bulbo, poi si portano nel cordone anteriore della sostanza bianca e restano sempre omolaterali durante il loro decorso. Sinaptano nelle lamine VII e VIII della sostanza grigia, contenenti interneuroni collegati a motoneuroni della lamina IX che sono eccitatori per muscoli estensori del collo, del dorso e degli arti. Nel contempo, attraverso interneuroni inibitori, inibiscono i motoneuroni dei flessori corrispondenti.

Anche i fasci reticolo spinale sono due, il fascio reticolospinale mediale e il laterale, la loro caratteristica comune è la loro origine nella formazione reticolare bulbare e pontina. Le loro funzioni sono piuttosto diversificate, aiutano a realizzare i movimenti stereotipati, mantengono il tono muscolare, sono coinvolti nella regolazione della postura.
- Il fascio reticolospinale mediale origina dalla formazione reticolare mediale pontina e bulbare. Le fibre originatesi dalla formazione reticolare pontina discendono omolateralmente nel cordone anteriore del midollo spinale, mentre le fibre della formazione reticolare bulbare discendono sia omolateralmente che controlateralmente nel cordone anteriore e in quello laterale. Percorrono tutto il midollo spinale e terminano nei neuromeri lombosacrali, in particolare nelle lamine VII e VIII per le fibre che originano dal ponte e VI e VII per quelle dal bulbo. Sono fibre eccitatorie per i muscoli del tronco e degli arti.
- Il fascio reticolo spinale laterale origina dalla formazione reticolare pontina, nel bulbo le sue fibre decussano, portandosi nel cordone laterale controlaterale, poi scendono per l'intera lunghezza del midollo spinale. Terminano nelle lamine I, V e VI della sostanza grigia. Sono fibre eccitatorie per i muscoli del tronco, inibitorie per quelli del collo, sembrano inoltre essere coinvolte nel controllo della sensibilità dolorifica.
- Il fascio tettospinale origina da neuroni collocati nelle porzioni medie e profonde del collicolo superiore. Le loro fibre decussano nel tegmento del mesencefalo, poi scendono sotto forma di tratto tettospinale nel cordone anteriore della sostanza bianca, a stretto contatto con il fascio interstiziospinale, con il fascio reticolospinale mediale e con il fascio corticospinale anteriore. Le fibre di questo fascio terminano nelle lamine VI, VII e VIII dei primi neuromeri cervicali del midollo spinale, contattando interneuroni che a loro volta sono funzionalmente collegati con motoneuroni che innervano muscoli del collo.
- Il fascio intestiziospinale origina da neuroni del nucleo interstiziale di Cajal, nella porzione posteriore del mesencefalo e postero-lateralmente alla sostanza grigia periacqueduttale. Scende per mezzo del fascicolo longitudinale mediale, nel cordone anteriore, attraverso mesencefalo, ponte e bulbo mantenendosi omolaterale e termina a livello delle porzioni lombari o sacrali del midollo spinale. Durante la sua discesa è a contatto con il fascio tettospinale, il fascicolo reticolare mediale e il fascio corticospinale anteriore. Sinapta con gli interneuroni delle lamine VII e VIII del midollo spinale. Nella porzione cervicale questi interneuroni contattano motoneuroni deputati all'innervazione dei muscoli del collo e dell'arto superiore, mentre a livello lombosacrale sinapta con interneuroni che a loro volta contattano motoneuroni deputati all'innervazione dei muscoli dell'arto inferiore.

## Vascolarizzazione

### Arterie
Le arterie principali che vascolarizzano il midollo spinale sono le tre arterie spinali, una anteriore e due posteriori. L'arteria spinale anteriore ha calibro maggiore delle due posteriori e decorre per quasi tutta la lunghezza del midollo spinale dai suoi primi segmenti sino all'apice del cono midollare. Ha origine dalle due arterie vertebrali, che a livello del margine inferiore del bulbo emettono due rami diretti infero-medialmente, i quali si anastomizzano un centimetro sotto dando origine all'arteria spinale anteriore. Questa decorre all'interno della fessura mediana anteriore e da essa hanno origine le arterie segmentali anteriori, ramificazioni che si portano infero-lateralmente (sempre più infero-lateralmente in direzione cranio-caudale) decorrendo sulle radici dei nervi spinali e prendendo il nome di arterie radicolari anteriori, per poi anastomizzarsi nella porzione cervicale del midollo, dopo essere penetrate nel foro intervertebrale, con l'arteria vertebrale o con l'arteria cervicale ascendente o profonda. Spesso, ciascuna arteria radicolare si ramifica e si anastomizza con più di una di queste arterie. Nel tratto toracico del midollo, le arterie segmentali anteriori emettono rami radicolari che si anastomizzano con le arterie intercostali posteriori, nel tratto lombare invece si anastomizzano con le arterie lombari ed infine, le ramificazioni della spinale anteriore presso la cauda equina (arterie della cauda equina) con le arterie sacrali laterali. A livello di T7 e a sinistra, dall'arteria spinale anteriore si stacca un ramo di grosso calibro, l'arteria midollare segmentale maggiore (o arteria di Adamkiewicz), che si anastomizza a sua volta con la corrispondente arteria intercostale posteriore tra T9 e T10, dopo aver emesso un ramo per la spinale anteriore e uno per la spinale posteriore. A livello dell'apice del cono midollare l'arteria spinale anteriore invia due rami che curvano posteriormente andando ad anastomizzarsi con l'arteria spinale posteriore. Da questi rami e dalla spinale anteriore, discendono inferiormente ramificazioni arteriose che prendono il nome di arterie della cauda equina e che confluiscono nelle arterie sacrali laterali. I primi segmenti del midollo spinale possono essere vascolarizzati, oltre che dall'arteria spinale anteriore, anche dall'arteria cerebellare antero-inferiore che decorre proprio nel margine inferiore ed anteriore del bulbo. Posteriormente l'organizzazione arteriosa è simile a quella anteriore, tranne per il fatto che vi sono due arterie spinali posteriori, ciascuna di calibro molto più piccolo dell'anteriore, che decorrono parallelamente e longitudinalmente dai primi segmenti del midollo sino all'apice del cono midollare. Le due arterie originano come rami diretti infero-medialmente dalle arterie vertebrali di sinistra e di destra, ma, a differenza della spinale anteriore, i due tronchi principali non si anastomizzano. Piccole anastomosi sono tuttavia frequenti tra i rami delle due arterie spinali posteriori. Ciascuna arteria spinale posteriore da ramificazioni infero-laterali, le arterie midollari posteriori, che, attraversati i fori intervertebrali, confluiscono nell'arteria vertebrale, cervicale ascendente o cervicale profonda, oltre a fornire piccoli rami per il midollo osseo, così come fanno le corrispondenti anteriori.
Ogni segmento midollare è vascolarizzato anteriormente dall'arteria spinale anteriore che decorre nella fessura mediana anteriore, posteriormente dalle arterie spinali posteriori sinistra e destra. L'arteria spinale anteriore invia numerosi rami spinali centrali che penetrano all'interno del cordone anteriore (sostanza bianca) in senso antero-posteriore, ramificandosi poi diffusamente e in senso trasversale. L'arteria spinale anteriore possiede ramificazioni ancora più piccole sia a sinistra che a destra del suo decorso che vanno a costituire, anastomizzandosi con le corrispondenti posteriori, il plesso piale, che irrora la pia madre e la porzione superficiale dei segmenti midollari. Presso ciascun segmento poi, l'arteria spinale anteriore si ramifica in un'arteria radicolare anteriore, il ramo di più grosso calibro, decorre lateralmente sul midollo spinale, poi sulla radice anteriore per anastomizzarsi quindi con l'arteria radicolare posteriore, di calibro più piccolo. La loro confluenza origina un'arteria segmentale che decorre superiormente al corrispondente nervo spinale.

### Vene
Il drenaggio venoso del midollo spinale segue un percorso simile a quello dell'irrorazione arteriosa e le vene assumono i nomi corrispondenti. Considerando un singolo segmento midollare, delle vene intramidollari si dipartono a partire dalla vena spinale anteriore e dalla posteriore, penetrando nel midollo e costituendo superficialmente il plesso coronale, all'interno del quale ci sono ulteriori sei vene tortuose anteriormente e posteriormente (corrispondenti alle fessure) e quattro su ciascun lato delle radici spinali. Nelle vene spinali anteriore e posteriore confluiscono sottili ramificazioni superficiali che costituiscono il plesso venoso piale, drenante la pia madre e il midollo spinale superficiale. Dal midollo si diparte generalmente una vena midollare o radicolare posteriore e una vena radicolare o midollare anteriore, che decorrono sopra le corrispondenti radici. Nel tessuto adiposo dello spazio epidurale decorre il plesso venoso epidurale (anteriore e posteriore), che circonda la teca meningea e si anastomizza liberamente, ricevendo parte del sangue delle vene segmentali. Il sangue di questo plesso è drenato dalle vene intervertebrali, che escono lateralmente dai fori intervertebrali e successivamente confluiscono nel sistema delle vene azygos.